# 劉若寶
劉若寶（英語：Polly Lau，1989年11月28日—），香港女模特兒，2013年出道，亦有參與影視演出，2020年憑參加ViuTV真人騷選秀節目《全民造星III》而開始為人認識，最後晉身40強後止步。其後參與「冤枉新秀訓練營」進入五強，現為英皇娛樂旗下藝人。

## 演出

### 電視節目（ViuTV）
- 2020年：《全民造星III》參賽者
- 2020年：《轉機 ON AIR》第14集嘉賓
- 2021年：《囝囝女女730》造星囝女
- 2021年：《考有Feel》主持助理（考靚）
- 2021年：《水著考有Feel》主持助理（考靚）

### 電影
- 2020年：《我的筍盤男友》 飾 Katy
- 2024年：《盜月者》 飾
- 2024年：《海關戰線》 飾
- 2024年：《破.地獄》 飾 朱太太

### 廣告
- 2020年：美聯筍盤APP 搵樓‧夠快「搜」[8]
- 2021年：大金冷氣 x 「不畀凸」Best Fit 420系列網上廣告[9]

### MV
- 李浩軒《同班車的約定》

## 外部連結
- 劉若寶的Instagram帳戶
- 劉若寶的Facebook專頁
- 劉若寶的新浪微博